# هانس ويند
هانس ويند (بالفنلندية: Hans Wind)‏ هو عسكري وطيار فنلندي، ولد في 30 يوليو 1919 في Ekenäs, Finland ‏ في فنلندا، وتوفي في 24 يوليو 1995 في تامبيري في فنلندا.